# The SPIDER
『The SPIDER』（ザ・スパイダー）は、VANILLAの3枚目のアルバム。1997年10月22日にリリース。

## 収録曲
1. WILD MOON (4:21)
作詞：森雪之丞、作曲：野山昭雄 6thシングル。
2. ASIAN WIND (0:27)
作曲：野山昭雄
3. DELUXE (3:26)
作詞：森雪之丞、作曲：野山昭雄
4. THE SPIDER (4:09)
作詞：坂巻晋、作曲：野山昭雄
5. TAKE IT EASY (4:14)
作詞：川西幸一、作曲：野山昭雄
6. 空を飛ぶ船～ROOM#412～ (4:02)
作詞：中山加奈子、作曲：野山昭雄 5thシングル。
7. 21th CENTURY COWBOY (0:37)
作曲：野山昭雄
8. BLUE (4:39)
作詞：野山昭雄、作曲：野山昭雄
9. WAR (3:04)
作詞：中山加奈子、作曲：野山昭雄
10. SUN OF THE BEACH (3:22)
作詞：川西幸一、作曲：野山昭雄
11. ROZY TOO BAD (3:44)
作詞：坂巻晋、作曲：野山昭雄
12. RETURN OF 21th CENTURY COWBOY (1:17)
作曲：野山昭雄